# Wuffinga

Il regno dell'Anglia orientale sotto la dinastia dei Wuffinga. I suoi confini vanno rintracciati con il Mare del Nord, il fiume Stour, il cosiddetto Fosso del Diavolo (Devil's Dyke, una fortificazione costruita a scopo difensivo) e la regione delle Fens

I Wuffinga erano la dinastia regnante dell'Anglia orientale. Presero il loro nome da uno dei primi sovrani dell'Anglia orientale, Wuffa. Sulla base delle forti connessioni che avrebbero avuto con la Scandinavia, come mostrano le loro tombe a Sutton Hoo, è stato sostenuto che sarebbero probabilmente stati un ramo della dinastia getica dei Wulfinga.